# یان راس
یان راس (هلندی: Jan Raas؛ زادهٔ ۸ نوامبر ۱۹۵۲) دوچرخه‌سوار اهل هلند است.
از باشگاه‌هایی که در آن رکاب زده‌است می‌توان به تی‌آی-رالی، تیم لوتوان‌ال–یومبو، تیم دوچرخه‌سواری فریسول، و تی‌آی-رالی اشاره کرد.
وی در مسابقات کشوری و بین‌المللی در مجموع برندهٔ ۱ مدال طلا شده‌است.